# Periscyphops variabilis
Periscyphops variabilis är en kräftdjursart som beskrevs av Franco Ferrara och Helmut Schmalfuss 1976. Periscyphops variabilis ingår i släktet Periscyphops och familjen Eubelidae. Inga underarter finns listade i Catalogue of Life.